# یواس‌اس ادونت (ای‌ام-۸۳)
یواس‌اس ادونت (ای‌ام-۸۳) (به انگلیسی: USS Advent (AM-83)) یک کشتی بود که طول آن ۱۷۳ فوت ۸ اینچ (۵۲٫۹۳ متر) بود. این کشتی در سال ۱۹۴۲ ساخته شد.